# プファルツ選帝侯領科学アカデミー

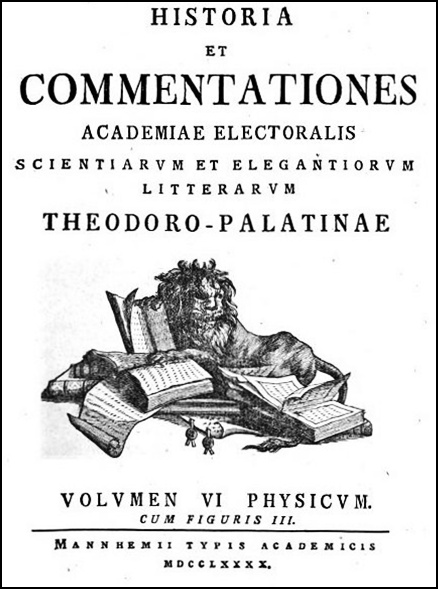
1790年の出版物の表紙

プファルツ選帝侯領科学アカデミー（ドイツ語: Kurpfälzische Akademie der Wissenschaften）はマンハイムを拠点としてプファルツ選帝侯領に作られた学術アカデミーである。1763年から1803年までの間存在した。

## 経緯
啓蒙的なプファルツ選帝侯カール・テオドールの治世下で、歴史学者ヨハン・ダニエル・シェフリン（Johann Daniel Schöpflin）の発議によって、選帝侯カール・テオドールの命令で設立された。17世紀から18世紀にかけてヨーロッパ各地でアカデミーが設立されていた動きを受けたものである。
設立会議はマンハイムで、1763年10月20日に開かれ、宮廷侍従筆頭（Obersthofmeister）のガレアン卿（Karl Anton Hyacinth von Gallean）によって開かれ、初代会長にはシェフリンが選ばれた。歴史家のラマイ（Andreas Lamey）が終身事務局長と宮廷のライブラリの司書に選ばれた。当初はマンハイムに歴史と自然科学の分野があり、デュッセルドルフの解剖学・外科学コレギウム（Collegium Anatomico-Chirurgicum）も運営した。1780年に気象学会（Societas Meteorologica Palatina）が設置され、気象学会としては最も早い時期のものとなった。選帝侯 カール・テオドールによって支援された学問的活動はマンハイムに隆盛をもたらした。
アカデミーが運営したその他の科学施設にはマンハイム宮殿の博物標本室や医学標本室、マンハイム天文台、植物園があった。芸術分野においては選帝侯 カール・テオドールは1769年に マンハイム絵画アカデミー（Mannheimer Zeichnungsakademie）を設立した。
1777年に選帝侯カール・テオドールがバイエルン選帝侯を継承すると、バイエルンにあったバイエルン学芸アカデミー（Bayerische Akademie der Wissenschaften）との競合、またバイエルン継承戦争やフランスによる旧プファルツ選帝侯領の一部の占領によりマンハイムの繁栄は失われ、1803年2月にプファルツ選帝侯領科学アカデミーはバイエルン学芸アカデミーに吸収された。
プファルツ選帝侯領科学アカデミーは1766年から1794年の間、研究成果を発表するためにほぼ3年毎に1巻の紀要 "Acta Academiae Theodoro-Palatinae" を出版した。

## 著名な会員
- Karl Paul Ernst von Bentheim-Steinfurt（1729年 - 1780年） - regierender Graf, 歴史家 収集家, 1770年 名誉会員。
- ダニエル・ベルヌーイ（1700年 - 1782年） - 数学者、物理学者 1767年 非常勤会員。
- コジモ・アレッサンドロ・コリーニ（1727年 - 1806年） - 博物学者 1763年 正会員。
- Georg Christian Crollius（1728年 - 1790年） - 歴史家 文献学者, 1765年 正会員。
- Karl Anton Hyacinth von Gallean（1737年 - 1778年） - 役人, 1764年 名誉会員。
- Johann Casimir Häffelin（1737年 - 1827年） - 外交官、枢機卿, 1768年 正会員。
- Johann Jakob Hemmer（1733年 - 1790年） - 気象学者、物理学者, 1767年 非常勤会員、1768年 正会員。
- ポール＝アンリ・ティリ・ドルバック（1723年 - 1789年） - 哲学者、『百科全書』派, 1766年 非常勤会員。
- ヨハン・ニコラウス・フォン・ホントハイム（1701年 - 1790年） - 聖職者, 1767年 名誉会員。
- ニコラウス・フォン・ジャカン（1727–1817） - 植物学者 1784年 非常勤会員。
- Adam František Kollár（1713年 - 1783年） -　司書、 歴史家, 1769年 非常勤会員。
- Nicolas Maillot de la Treille（1725年 - 1794年） - 聖職者、司書, 1763年 正会員。
- クリスチャン・マイヤー（1719年 - 1783年） - 天文学者、1773年 非常勤会員、1780年 正会員。
- フリードリヒ・メディクス（1736年 - 1808年） - 医師、植物学者, 1764年 正会員。
- Daniel Wilhelm Nebel（1735年 - 1805年） -  医学者、ハイデルベルク大学学長。
- Noël Martin Joseph de Necker（1730年 - 1793年） - 医師、 植物学者, 1768年 正会員。
- Karl Wilhelm Nose（1753年 - 1835年） - 医師、鉱物学者, 1791年 非常勤会員。
- Franz Albert Leopold von Oberndorff（1720年 - 1799年） - 政治家, 1773年 名誉会員、1773年 第2代名誉会長。
- Franz Christoph von Scheyb（1704年 - 1777年） - 歴史家, 1768年 非常勤会員。
- Johann Daniel Schöpflin（1694年 - 1771年） - 歴史家, 1763年 初代名誉会長。
- Georg Friedrich Schott（1737年 - 1823年） - 歴史家 , 1785年 非常勤会員。
- Georg von Stengel（1721年 - 1798年） - 官房長, 1763年 アカデミー初代会長1784年2代名誉会長。
- ベンジャミン・トンプソン（1753年 - 1814年） - 実験物理学者, 1785年 名誉会員。
- Karl Theodor von Traitteur（1756年 - 1830年） - 宮廷司書, 1786年 正会員。
- ヴォルテール（1694年 - 1778年） -  哲学者、『百科全書』派, 1764年 名誉会員。
- Johann Wilhelm Wallot（1743年 - 1794年） -  天文学者, 1773年 非常勤会員。
- Helfrich Bernhard Wenck（1739年 - 1803年） - 歴史家, 1790年 非常勤会員。
- Johann Goswin Widder（1734年 - 1800年） - 歴史家  1787年 非常勤会員。
- Stephan Alexander Würdtwein（1719年 - 1796年） - 歴史家, 聖職者, 1765年 非常勤会員、1784年 名誉会員。